# Robert Klein (Schauspieler)

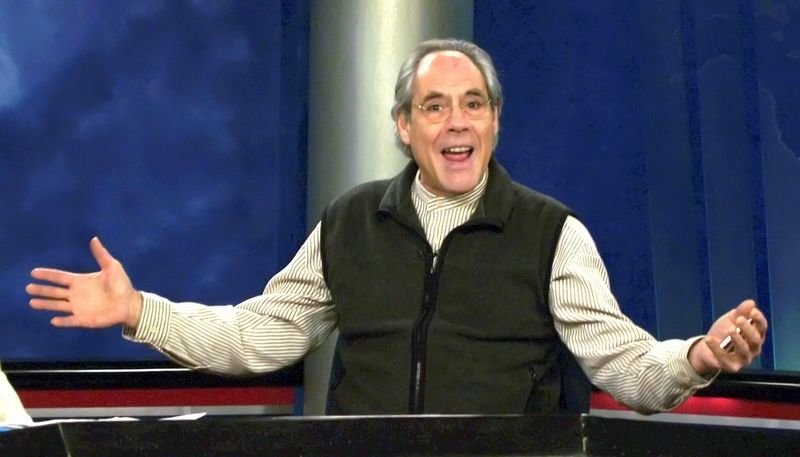
Robert Klein, 2007

Robert Klein (* 8. Februar 1942 in New York) ist ein US-amerikanischer Komiker und Schauspieler.

## Lebenslauf
Klein studierte Dramatik an der Yale University, als er Wind von einer Gelegenheit bekam, für The Second City vorzuspielen. In einem Stück, das er für das improvisierte Buch für Theatergruppen schrieb, erinnert Klein sich daran, wie er in einem Raum voll mit anderen Hoffnungsvollen sitzt, darunter auch Fred Willard. Kleins Vorspielen bestand aus einer Improvisation zusammen mit Willard über zwei Typen in einem Nachtclub. Sie spielten gut genug, um beide, Klein und Willard, in The Second City aufgenommen zu werden. Klein berichtete, ein anderer junger Mann, Billy Dee Williams, sollte auch aufgenommen werden, lehnte aber ab.
Seinen ersten großen Auftritt hatte Klein 1970 als Gastgeber in der Fernsehserie Comedy Tonight. Die meisten der Programme, die er in der Serie aufführte, wurden wenige Jahre später als Schallplatten vermarktet. Seine ausführlichen Programme über die Watergate-Affäre verhalfen ihm vor allem in den 1970ern zu großer Berühmtheit. Er war einer der ersten Komiker, die über aktuelle politische Ereignisse redeten.
Klein hatte mehrere Auftritte in Comedy Specials auf HBO fast von Gründung des Senders an. Traditionell schloss er diese Sendungen mit dem Ich kann mein Bein nicht aufhalten-Programm ab.
1979 wurde Klein für einen Tony Award als Bester Schauspieler in einem Musical für seine Rolle in They're Playing Our Song nominiert.
2006 publiziert er seine Autobiographie The Amorous Busboy of Decatur Avenue: A Child of the Fifties Looks Back (dt. Der verliebte Kellnerlehrling von der Decatur Allee: Ein Kind der Fünfziger blickt zurück).
Zeitweise besuchte er die Alfred University.

## Alben
Klein hat mehrere Alben herausgegeben, von denen seine ersten beiden am erfolgreichsten waren. In Child of the Fifties (dt. Kind der Fünfziger) redet er nur über das Thema, ein Kind der 1950er zu sein. Da Klein ein Kind der Fünfziger war, hatte er viel Stoff zu diesem Thema. Er redet über Luftangriffsübungen, Musik von Johnny Mathis, das Vorzeigen von Kondomen beim High School Tanzabend, das Treffen von Yankee stars, wie die Yankees die World Series verloren haben und noch viel mehr.

## Filmografie (Auswahl)
- 1969: Fünf Finger geben eine Faust (The Pursuit of Happiness)
- 1970: Die Eule und das Kätzchen (The Owl and the Pussycat)
- 1970: Der Hausbesitzer (The Landlord)
- 1978: Um Kopf und Kragen (Hooper)
- 1981: Nobody’s Perfekt
- 1982: Das letzte Einhorn (The Last Unicorn), Stimme
- 1984: Himmel vorhanden – Engel gesucht (This Wife for hire)
- 1985: Das total ausgeflippte Sommercamp (Poison Ivy)
- 1990: Geschichten aus der Schattenwelt (Tales from the Darkside)
- 1994: Lifesavers – Die Lebensretter (Mixed Nuts)
- 1996: Tage wie dieser (One fine Day)
- 1999: Märchenprinz verzweifelt gesucht (Goosed)
- 2000: Labor Pains – Ausgerechnet ein Baby (Labor Pains)
- 2001: Piñero
- 2001: Im inneren Kreis (People I know)
- 2002: Ein Chef zum Verlieben (Two Weeks Notice)
- 2003: Wie werde ich ihn los – in 10 Tagen? (How to lose a Guy in 10 Days)
- 2007: Die Liebe in mir (Reign over me)
- 2010: Plan B für die Liebe (The Back-Up Plan)
- 2011: Dirty Movie

Zusätzlich hat er zahlreiche Gastauftritte in Serien wie die Cosby, King of Queens, Frasier und Law & Order.